# Tammy Lynn Leppert
Tammy Lynn Leppert (5 de febrero de 1965-desaparecida el 6 de julio de 1983) fue una modelo, actriz y reina de belleza estadounidense que desapareció en extrañas circunstancias a los 18 años de edad.

## Carrera
Leppert trabajó principalmente como modelo a lo largo de su niñez y adolescencia, apareciendo en la portada de la revista CoverGirl en octubre de 1978 y habiendo empezado a participar en concursos de belleza a los 4 años de edad. En su niñez, Tammy compitió en alrededor de 300 certámenes, ganando la mayoría de ellos y consiguiendo cerca de 280 coronas. Poco antes de su desaparición, Leppert apareció como extra en la película de 1983 Scarface interpretando a una joven en bikini que distrae al personaje de Manny Rivera durante una sangrienta escena con una motosierra. Previamente, Tammy había aparecido como chica fiestera en la comedia Little Darlings (1980) y como participante en un combate de boxeo en la comedia para adolescentes Spring Break (1983), siendo al parecer sus piernas, caderas y torso empleados en el póster de este filme. Del mismo modo, actuó en un papel principal interpretándose a sí misma en la película Cover Girl Behind the Scenes, afirmándose que la joven tenía intención de ir a Hollywood el año en que desapareció.

## Eventos previos a su desaparición
Tras el fin del rodaje de Spring Break, Leppert asistió sola a una fiesta un fin de semana, regresando de la misma como «una persona diferente» según el testimonio de su amigo Wing Flannagan. La joven confesaría posteriormente a su madre, la agente teatral Linda Curtis, que querían matarla, permaneciendo prácticamente en estado de reclusión las dos semanas previas a su participación en Scarface, durante cuya filmación Leppert se alojó en casa de un amigo de la familia, Walter Liebowitz. Al cuarto día de rodaje Liebowitz recibió una llamada de un director de casting advirtiéndole que Tammy había sufrido un ataque de ansiedad al presenciar la filmación de una sangrienta secuencia con una motosierra. Conducida a un tráiler con el fin de que se calmase, Leppert aseguró entre gritos que la iban a matar y que no tenía dónde esconderse (durante este lapso de tiempo mencionó a Walter, quien había acudido al set de rodaje, algo acerca de una supuesta actividad de lavado de dinero).
Un mes antes de su desaparición, el 1 de junio, se produjo un incidente que agravó aún más el estado de Tammy. Tras salir un momento de la casa de su madre (a donde se trasladó tras abandonar el rodaje de Scarface y donde también vivía Flannagan), la joven descubrió que se había quedado encerrada fuera de la vivienda, a causa de lo cual empezó a gritar y a romper las ventanas en un intento por volver a entrar, llegando a golpear a Wing y a su madre durante este episodio. Curtis, sintiéndose en la obligación de hacer algo, llevó a su hija al Brevard County Mental Health Center, una clínica psiquiátrica, pero tras 72 horas ingresada, la joven fue dada de alta sin haberse hallado en su organismo ningún rastro de drogas o alcohol (Suzanne, hermana de Tammy, cree que la joven pudo haber descubierto que estaba embarazada durante su ingreso).

## Desaparición
Tammy fue vista por última vez en Cocoa Beach, Florida, el 6 de julio de 1983 vistiendo una camisa vaquera de color azul decorada con flores, una falda a juego, un bolso gris y sandalias, si bien algunas agencias sostienen que la joven no llevaba sandalias ni dinero cuando desapareció. Así mismo, Leppert medía entre 1,52 y 1,65 m de altura, pesaba entre 47 y 52 kilos, tenía el cabello rubio rizado y los ojos color avellana (se ha especulado que podría haber estado embarazada de tres meses).
El día de su desaparición, Tammy salió de casa de su madre, en Rockledge, sin peinarse ni arreglarse el cabello, lo cual era muy inusual en ella, y subió al coche de un amigo, Keith Roberts, avisando a Linda de que estaría fuera poco tiempo. Roberts, quien había conducido dos horas desde su casa en Lakeland hasta el hogar de Tammy debido a que la joven le había dicho que necesitaba ayuda, informó a las autoridades de que ambos tuvieron una discusión durante el trayecto, dejándola Keith posteriormente en un aparcamiento a las afueras del Glass Bank y muy cerca de una gasolinera Exxon, en State Road, quedando las sandalias y el bolso de Tammy en el interior del vehículo. Pese a ser catalogado como la última persona que la vio con vida, Keith no fue considerado sospechoso, aunque Linda declaró que su hija le tenía miedo (Roberts sería arrestado en 2017 bajo cargos de, entre otros, posesión de cocaína y resistencia a la autoridad). Por otro lado, Christopher Wilder fue relacionado por el FBI con los asesinatos de 12 mujeres cometidos a través de Estados Unidos, los cuales empezaron en Florida; los oficiales sostienen que Wilder atraía a sus víctimas con la promesa de fotografiarlas para una revista. La madre de Tammy presentó una demanda por más de un millón de dólares contra el patrimonio de Wilder, fallecido en 1984, si bien las autoridades no establecieron relación alguna entre Leppert y él.
Tras la desaparición, el detective de Cocoa Beach Harold Lewis recibió dos llamadas telefónicas de una mujer que afirmó que Tammy seguía con vida. En la primera llamada, la mujer declaró que la joven se encontraba bien y que se pondría en contacto en el momento oportuno. Durante la segunda llamada, la mujer informó de que Tammy estaba haciendo lo que siempre quiso: asistir a la escuela para ser enfermera.

## Investigación
Algunas fuentes consideran que Leppert pudo haber sido asesinada por Wilder, quien mató a 8 o 9 mujeres jóvenes antes de morir tiroteado por la policía en abril de 1984. La familia de Tammy demandó a Wilder antes de su muerte, pero finalmente detuvo el proceso debido a las dudas existentes sobre su participación en la desaparición de la joven. Del mismo modo, el agente a cargo del caso de Leppert no creía que Wilder hubiese matado a Tammy.
Otra persona de interés fue John Crutchley, un secuestrador y violador convicto sospechoso del asesinato de hasta 30 mujeres que se suicidó en la cárcel en 2002. Por otro lado, la madre de Leppert llegó a sospechar que su hija pudo haber sido asesinada por su conocimiento acerca del tráfico de drogas a nivel local. Sostuvo que Tammy mostró signos de paranoia, tomando diversas precauciones antes de ingerir comida así como no bebiendo nunca de un envase previamente abierto (incluso presentó un informe al sheriff local por consejo de su madre, aunque se negó a mencionar que alguien la hubiese amenazado).
Los artistas forenses Danny Sollitti y Diana Trepkov, así como el National Center for Missing & Exploited Children, crearon varios retratos con el aspecto que Leppert tendría con el paso de los años en caso de seguir con vida. De igual modo, se elaboraron perfiles del caso por parte de Doe Network, National Missing and Unidentified Persons System, y el National Center for Missing & Exploited Children con la esperanza de lograr avances. Desde entonces, el ADN de Leppert ha sido procesado, si bien la policía local no pudo tener acceso a los registros dentales ni a las huellas dactilares de la joven. Se cree que su informe dental pudo haber sido recogido en algún momento, pero a causa del pobre almacenamiento dicha información se perdió.

### Exclusiones
De acuerdo con el National Missing and Unidentified Persons System, los siguientes restos de personas sin identificar han sido descartados como pertenecientes a Tammy Leppert:
| Nombre                               | Ubicación                         | Fecha                   | Edad estimada | Causa de la muerte | Circunstancias |
| ------------------------------------ | --------------------------------- | ----------------------- | ------------- | ------------------ | --- |
| Condado de Harris Jane Doe           | Hockley, Texas                    | 30 de abril de 1984     | 25-35         | No establecida     | Cuerpo descompuesto de una mujer de raza blanca hallado enterrado en una tumba poco profunda. Se cree que murió alrededor de seis meses antes del hallazgo de los restos. |
| Condado de Alleghany Jane Doe (1985) | Condado de Alleghany, Virginia    | 18 de noviembre de 1985 | 20-49         | No establecida     | Esqueleto parcial de una mujer de raza blanca descubierto por un cazador. Se estima que murió ocho meses antes del hallazgo. |
| Slidell Jane Doe                     | Slidell, Louisiana                | 19 de junio de 1986     | 20-30         | Homicidio          | Mujer embarazada asesinada en el lago Pontchartrain. Se había atado un peso al cuerpo en un intento por mantenerlo oculto. |
| Condado de Chesterfield Jane Doe     | Condado de Chesterfield, Virginia | 7 de agosto de 1986     | 20-35         | Probable homicidio | Un torso y una pierna que se cree pertenecen a una mujer de raza blanca hallados dentro de un contenedor de basura. La víctima llevaba una pulsera de caucho en el tobillo. Murió entre dos meses y pocos días antes del descubrimiento de los restos y hay evidencias de que los mismos pudieron haber sido almacenados en un congelador o aparato similar para preservarlos.                            |
| Condado de Pinal Jane Doe            | Condado de Pinal, Arizona         | 7 de enero de 1987      | 21-35         | No establecida     | Cuerpo descompuesto de una mujer de raza blanca hallado en un área desértica. Murió meses antes del descubrimiento. |
| Condado de Knox Jane Doe (1987)      | Knoxville, Tennessee              | 1 de junio de 1987      | 21-30         | Defensa propia     | Mujer de raza blanca muerta durante un robo. Estaba bajo los efectos del alcohol al momento de su muerte. |
| Anaheim Jane Doe                     | Anaheim, California               | 30 de agosto de 1987    | 15-19         | Homicidio          | Cuerpo esqueletizado de una mujer de raza blanca que se cree era una adolescente fugitiva. Murió alrededor de seis semanas antes del descubrimiento de los restos. La víctima fue identificada en 2018 como Tracey Hobson, de 20 años de edad, cuya desaparición no fue informada a la policía. |
| Condado de Stafford Jane Doe         | Condado de Stafford, Virginia     | 3 de febrero de 1991    | 30-45         | Homicidio          | Cuerpo de mujer de raza desconocida con rasgos hispanos hallado esqueletizado en un área boscosa. Murió entre los años 1989 y 1991, probablemente en los nueve meses previos al hallazgo de los restos. Se había especulado anteriormente que era de ascendencia africana y de edad más temprana, entre 13 y 18 años. La víctima fue identificada posteriormente como Marta Haydee Rodriguez, de 28 años. |
| Condado de Fairfax Jane Doe          | Centerville, Virginia             | 6 de diciembre de 1993  | 26-39         | Homicidio          | Cuerpo de mujer de raza blanca con rasgos hispanos hallado por trabajadores de una construcción en 1993. Tenía dientes cariados y murió entre los años 1987 y 1992. |
| Condado de Harris Jane Doe           | Channelview, Texas                | 28 de octubre de 1994   | 20-40         | Indeterminada      | Esqueleto parcial de una mujer de raza blanca que se cree murió entre dos y siete años antes del descubrimiento de los restos en un área boscosa. |
| Condado de Waller Jane Doe           | Condado de Waller, Texas          | 10 de marzo de 1997     | 20-35         | No estimada        | Esqueleto de mujer de raza blanca con rasgos hispanos hallado en una propiedad privada. Murió entre los años 1990 y 1996. |
| Condado de Stafford Jane Doe         | Condado de Stafford, Virginia     | 7 de noviembre de 1998  | 28-45         | No estimada        | Esqueleto parcial de una mujer de raza blanca con el cabello recogido en trenzas hallado bajo unas hojas en un cementerio. Murió en los ocho meses previos al hallazgo de los restos. |
| Newport News Jane Doe                | Newport News, Virginia            | 6 de junio de 2014      | 25-45         | No estimada        | Mujer de raza desconocida con rasgos hispanos descubierta momificada debajo de una sábana. |